# Prostitución en Croacia

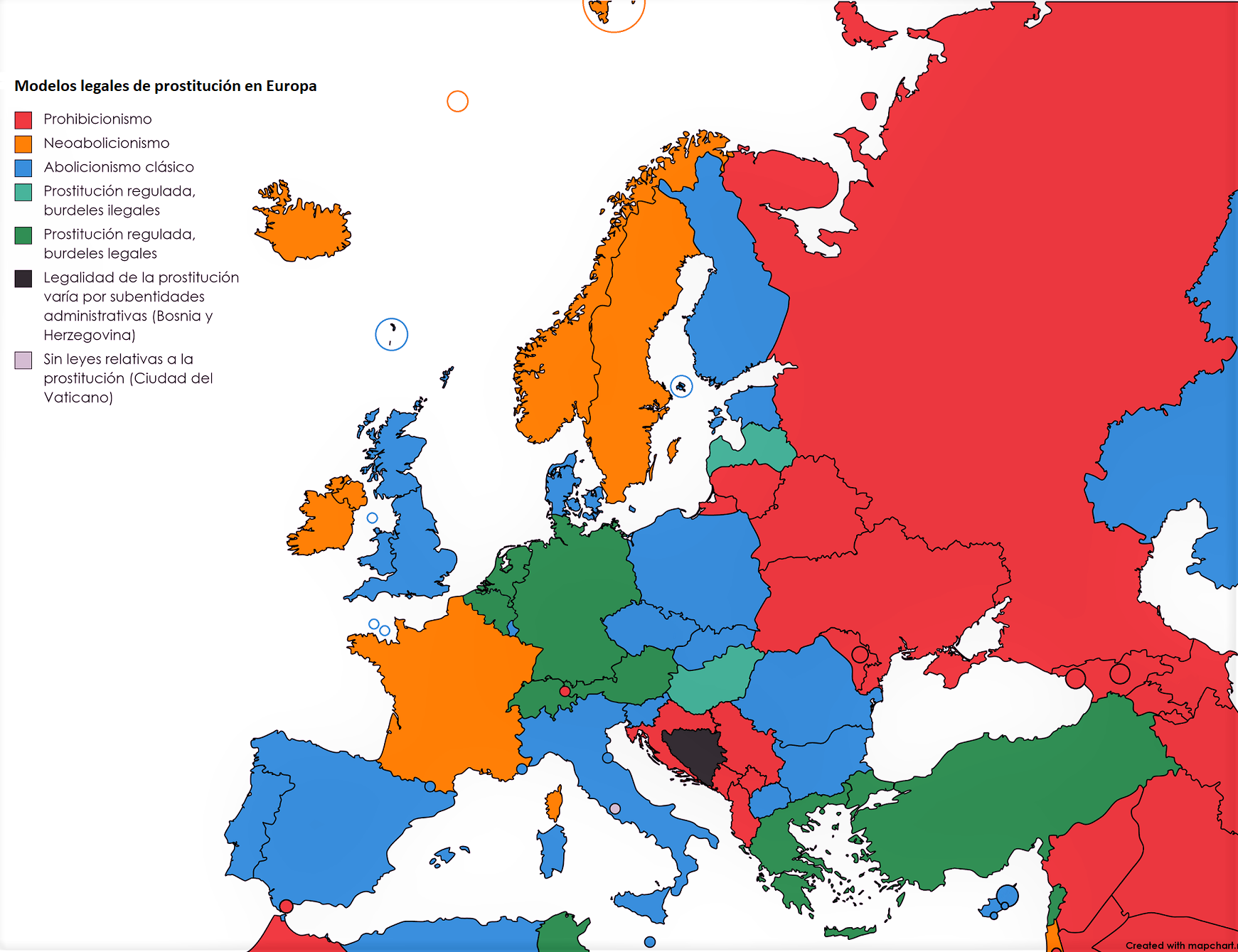
Prostitución en Europa. En rojo, el modelo prohibicionista, en el que vender sexo es ilegal, así como comprar servicios derivados de este, al que pertenece Croacia.

La prostitución en Croacia es ilegal, pero habitual. La prostitución forzada, cualquier tipo de burdel o el proxenetismo se consideran delitos graves, mientras que la prostitución voluntaria se considera una infracción contra el orden público (sólo para las prostitutas; los clientes no infringen la ley). Como en muchos otros países del sureste de Europa, el problema de la trata de seres humanos con fines sexuales es grande en Croacia.
Muchas mujeres de Bosnia y Herzegovina y Europa del Este, sobre todo de Ucrania, trabajan como prostitutas en Croacia. Algunas prostitutas se desplazan a la isla de Hvar, que es un popular destino turístico.

## Historia
A principios del siglo XX, la prostitución era legal. En Zagreb se anunciaba como atracción turística y contribuía a la economía de la ciudad. La calle Tkalčićeva era el principal centro de burdeles. Para abrir uno, el propietario tenía que registrarse en el ayuntamiento y recibía una licencia. Esta exigía que el burdel estuviera bien gestionado y ofreciera un servicio de calidad. Las mujeres que trabajaban allí debían someterse a un reconocimiento médico dos veces por semana. Los burdeles no podían hacer publicidad de su presencia, pero se permitía colocar en el exterior un discreto farol de un color poco común.
Los burdeles más conocidos de Zagreb eran el Kod Zelene Lampe ("Linterna Verde"), que era el más caro, el Pick y el Klub, que tenía cabaret hasta las 5 de la mañana. El Bijela Lađa ("Vasija Blanca") era conocido por su música de mandolina y su buen vino. Los burdeles de Zagreb siguieron funcionando hasta la Segunda Guerra Mundial.
Tras la creación de la RFS de Yugoslavia, la prostitución pasó a ser ilegal.
En la década de 1970, Zagreb pasó a ser conocida como el centro de la prostitución en Yugoslavia, con el mayor número de prostitutas. Las mujeres de otras zonas de Yugoslavia, como Sarajevo, acudían a la ciudad debido a las tarifas más altas de las prostitutas en comparación con sus propias zonas.
Con la crisis económica, la agitación poscomunista y la posterior llegada de personal militar internacional, aumentó la demanda de prostitución. La apertura de fronteras permitió la llegada de prostitutas extranjeras.

## Situación jurídica
La Ley de Delitos contra la Paz y el Orden Públicos penaliza la venta de sexo y la participación de terceros. El Código Penal también ilegaliza la participación de terceros.

### Ley de Delitos contra la Paz y el Orden Públicos
Esta ley se añadió a la legislación croata en el año 2000. Su artículo 7 prohíbe utilizar locales para la prostitución y permitir o ayudar a otra persona a ejercerla. El castigo es una multa o hasta 60 días de prisión. El artículo 12 prohíbe "caer en" la prostitución. Esto se interpreta como vender sexo repetidamente. La pena es una multa o hasta 30 días de prisión. Además, se puede obligar a los infractores a someterse a pruebas de enfermedades de transmisión sexual o VIH y a tratamiento si están infectados. También pueden ser expulsados de la zona donde se cometió el delito durante un periodo de 30 días a 6 meses.

### Código Penal
Desde la reforma del derecho penal croata de 1997, algunas actividades relacionadas con la prostitución se incluyeron en el Código Penal. La trata de seres humanos se añadió al código en 2003.
Dentro del Código, el artículo 175, "Delitos contra la libertad sexual", tipifica como delito la organización, incitación o incitación a la prostitución. La pena es de 6 meses a 5 años de prisión, o de 1 a 10 años si hay coacción (fuerza, amenaza, engaño, abuso de poder). El artículo 162, "de delitos de abuso sexual de menores", aumenta la pena de 1 a 10 años de prisión si hay menores implicados, o de 3 a 15 años si también hay coacción.

### Clientes
Aparte del artículo 175 del Código Penal, que tipifica como delito la compra de servicios sexuales a prostitutas menores de edad, coaccionadas o víctimas de la trata, los clientes no cometen ningún delito.
En 2012, el Ministerio del Interior propuso criminalizar a los clientes, pero nunca se presentó al Parlamento. El Ministerio también hizo propuestas similares en mayo de 2016.

## Tráfico sexual
Croacia es país de destino, origen y tránsito de mujeres y niños sometidos a trata con fines sexuales. Los migrantes en tránsito, sobre todo los procedentes de Afganistán y Pakistán, son obligados por sus traficantes a trabajar en régimen de servidumbre por deudas para pagar las tasas de contrabando. Las mujeres y niñas croatas, algunas de las cuales responden a falsas ofertas de trabajo en Internet, son explotadas en el tráfico sexual dentro del país y en otros lugares de Europa. En años anteriores, los tratantes captaban a niñas croatas en instituciones estatales y las sometían al tráfico sexual. Mujeres y niñas de los Balcanes y Europa Central son objeto de tráfico sexual en Croacia.
El artículo 106 de su Código Penal tipifican como delito todas las formas de trata y establecen penas de uno a 15 años de prisión, proporcionales a las de otros delitos graves como la violación. Además, el artículo 162 que tipifica como delito el "proxenetismo infantil", podría utilizarse para procesar algunos delitos de trata sexual de niños; prescribía penas de tres a 12 años de prisión. Las fuerzas del orden investigaron 11 casos con 14 sospechosos, en comparación con siete casos con 17 sospechosos en 2021; esto incluyó cuatro casos de trata sexual, dos de trata laboral y cinco casos de criminalidad forzada. Los fiscales procesaron a dos acusados, en comparación con cuatro acusados en 2021. Los tribunales condenaron a cinco traficantes de personas, un aumento respecto a los dos traficantes de mano de obra y un traficante sexual que fueron en 2021.
La Oficina de Vigilancia y Lucha contra la Trata de Personas del Departamento de Estado de los Estados Unidos clasifica a Croacia como país de "nivel 2".